# Боратынский, Ян
Ян (Иоанн) Боратынский, урожденный Стецько Боратынский (пол. Jan Boratyński; ум. 1546) — польский дворянин, военный и государственный деятель, дипломат.

## Биография
Представитель польского шляхетского рода Боратынских герба Корчак. Стал первым в роде католиком (перешел в «ляцкую веру»), сменил имя Стецько, полученное при рождении, на Иоанн. Отец — Ивашко «Дитятко» из Тамановичей и Ганьковичей († 1494), мать — Маша (Малгожата, по Бартошу Папроцкому, родственница — племянница) из Боратина. Начало военной карьеры — времена короля Александра Ягеллончика. Во время одной битвы с молдаванами спас вместе с братом Анджеем жизнь командира Станислава Лянцкоронского.
В первые годы королевства Сигизмунда I Старого воевал под командованием гетмана польного коронного Яна Творовского на Подолье. В 1514 году ротмистр Ян Боратынский командовал небольшим отрядом в битве с московскими войсками при Орше. В 1518 году он прославился тем, что возглавил вместе со Янушем Сверчовским оборону Полоцка от превосходящих сил русской армии (в частности, дерзкий ночной набег на позиции противника). В 1519 году во главе местного гарнизона отразил атаки русских на Браслав. Ян Боратынский принимал участие в Польско-тевтонской войне (1519—1521). В 1525 году получил привилегию короля на основание города на землях села Гусаков (Перемышльская земля), также доходный дом в Кракове. В свою очередь он был отправлен королем из 400-го кавалерийского полка в Венгрию и сражался на стороне Яна Запойяи против Фердинанда Габсбурга (раненный там в бою, от которого он пытался отвлечь короля, был найден живым на поле боя). За заслуги в Венгрии польский король назначил его хорунжим пшемысльским. В 1531 году он прикрывал Русское воеводство с 1000 кавалерией с задачей наблюдать за молдаванами до прибытия гетмана Яна Амора Тарновского, затем возглавил кавалерийский отряд в решающей атаке под Обертыном. Летом 1531 года король назначил ему ежегодную пенсию 100 злотых как придворному, «принятому немецким обычаем». Следующие годы — комиссар короля по разграничению королевщин. В 1534 году он стал старостой Рогатина.
Скончался в апреле 1546 года.

## Семья
В 1500 году Ян Боратынской женился на Софии Новомейской, герб Прус II. Их дети
- Екатерина, жена Ивана Ореховского
- Варвара — жена Александра Ореховского
- София, жена Замеховского
- Пётр, староста самборский.